# キャプテンパワー
『キャプテンパワー』（原題：Captain Power and the Soldiers of the Future）は、アメリカ合衆国の特撮テレビドラマ。1987年9月20日から1988年3月27日まで放送された。全22話。
日本では1987年10月22日から1988年2月25日までテレビ朝日にて木曜日18時50分から放送されたが、初回放送時は18話までの放送で、1989年の再放送時に全話放送された。ローカルセールスによる自主編成のため、遅れネットや系列外局への放映移譲となったり、放送されなかった地域もあった。
キッズステーションでも再放送された。

## 概要
日本の特撮作品スーパー戦隊シリーズにヒントを得てアメリカで制作された連続テレビドラマ（海外ドラマ）。特撮には当時出始めだったCGが本格的に多用されており、メインキャラクターのうちソロン、ブラスターは銀色のポリゴンで表現されている。
番組放映に合わせ、番組本編と連動して遊べる「テレビパワー」と名づけられた玩具が米国マテル社から発売され、日本でもバンダイにより輸入販売された。なお日本で放送当時発売されていた玩具の説明書には、水陸両用パワースーツの未来戦士、ネイサン・"スティングレイ"・ジョンソン大佐が紹介されていたが、パイロット版のみでTV本編では未登場に終わっている。玩具連動用のシーンを1話につき1分から3分程度作ることがマテルから義務付けられており、制作スタッフには負担となっていた。
日本での本放送時、この枠はローカルセールス扱いだったため、テレビ東京などの他系列番組・遅れネット番組・再放送・自社制作番組に充てている地域もあったことから、未放送または遅れネットとなった地域もある。
第2シーズンの構想があり脚本も完成していたが、1988年1月に制作中止が決定した。玩具の売り上げが伸び悩んだことと、暴力的な番組として保護者団体から抗議がきたことなどが制作中止の理由とされているが、大きな理由としてマテルがテレビ部門を閉鎖したこととされる。

当時第2シーズンに登場が予定されていた二人の新たな未来戦士

チップ・"TNT"・モローとクリス・"レンジャー"・オコナー、ドレッド配下の女性型アンドロイド"モーガナⅡ"のオーディションも既に行われていた。(新型バイオドレッド"ゼノン"も登場予定だった)
マテルから独立して番組を継続させると言う案や、テレビ映画などを制作すると言う事も考えられていたが実現には至っていない。

## ストーリー
21世紀後半、人類は戦争用に開発したメカニカル・サイボーグの機械軍団バイオ・ドレッドに占領され、敗れ去った。バイオ・ドレッド帝国の帝王ドレッドは超巨大コンピューターのオーバーマインドと頭脳を接続することにより完全サイボーグとなり、地球制覇を企む。しかし、それを阻止するべく立ち上がった5人の戦士たちがいた。彼らはパワースーツと呼ばれる強化服を身にまとい、人類解放のためにドレッドたちに立ち向かう。

## 登場キャラクター

### 未来戦士側
キャプテン・ジョナサン・パワー
演 - ティム・ダニガン（Tim Dunigan）／日本語吹替 - 田中秀幸
通称「キャプテン」。本編の主人公。
有能な科学者であるスチュアート・ゴードン・パワー博士の息子で、ロード・ドレッドと戦うためにパワースーツを開発した父親の遺志を継ぎ、ドレッドと戦う未来戦士の若きリーダー。
彼のパワースーツはバイオ・ドレッドのデジタイズに対する防御効果がある。レーザー銃やサイバーシューター（手裏剣）、精神感応器、接近戦用マグマ・スティック、サイバーナイフ、短距離飛行が可能なパワーロケットを装備しており、その限界は未知数である。彼らのパワースーツの共通機能としてAIによるサポート機能が搭載されており、独自判断によるエネルギー低下時のパワースーツ装着強制解除、バイオドレッド兵士の索敵機能など多岐にわたっている。
マシュー・"ホーク"・マスターソン
演 - ピーター・マクニール（Peter MacNeill） / 日本語吹替 - 青野武
通称「ホーク」。階級は少佐。未来戦士の中で一番の最年長である。
メンバー内で唯一、本当の戦争を経験しており、頼れる父親といった役割。ジョナサンの父親スチュアートと親友であり、またメタル戦争でなくした一人息子のミッチーを彼と重ねているため、ジョナサンの相談にも乗っている。
彼のパワースーツは小型航空機として設計されており、航続距離は400マイル。空対空ミサイル（ホークミサイル）とその射出装置が装備されており、彼のイオン・ブラスターはタンクに次ぐ大きさの武器である。
マイケル・"タンク"・エリス
演 - スヴェン＝オーレ・トールセン（Sven-Ole Thorsen） / 日本語吹替 - 郷里大輔
通称「タンク」。階級は中尉。未来戦士の中で一番の力持ち。遺伝子工学により作られている。
戦場では獰猛な性格で、血の気が多いが、仲間思いでもあり、撤退の時はしんがりを買って出るほどである。メタル戦争の時は人類軍の陸戦隊員。元ストリートファイターで刑務所からの脱走歴もある。
彼のパワースーツは外骨格のような機能を果たすことにより、筋力を増強して壁やドアを破壊することが可能。絶大な威力を誇る腰のプロトン・カノンのほか、手首の火炎放射器、プロトン・カノンの先端に装着するキャノンコマンドミサイル、アシッド・グレネード、脚部発射管、パワーグローブ、耐火マスクを装備している。
ロバート・"スカウト"・ベイカー
演 - モーリス・ディーン・ウィント（Maurice Dean Wint） / 日本語吹替 - 田中亮一
通称「スカウト」。階級は軍曹。未来戦士の中で一番の頭脳派。
陽気で明るい性格と鋭いセンスによりユーモアでメンバーを和ませる。真面目なタンクとは正反対で、いつも軽口をたたいてはホークやタンクをからかう。技術屋で、通信員でもある。ハッカーでもあるため、メンバーの作戦行動をバックアップするためいつもコンピューターを操作している。敵のコンピューターのアクセスコードを盗むなどもしている。パワーベースのコンピューターに異常があった場合には分解して修理を行う。
彼のパワースーツは周囲にホロ＝フィールドを発生させる機能を持っており、これにより誰にでも変装できるため、ドレッドの基地に潜入できる。
ジェニファー・"パイロット"・チェイス
演 - ジェシカ・スティーン（Jessica Steen） / 日本語吹替 - 小山茉美
通称「パイロット」。階級は伍長。未来戦士の紅一点。
元ドレッド軍の青年隊員で、キャプテンパワーにより救出され改心し、人類解放のために共に戦うようになる。過去のことを語ることは決してなく、尋ねようとする者もいない。パイロットの名の通り、ジャンプシップの操縦を任務としている。整備や擬装も任務の一つである。ドレッド軍にいた時は、人間的な感情は捨て去っていたが、キャプテンたちと触れ合うにつれ、徐々に人間らしい感情が芽生えはじめる。
彼女のパワースーツは他のメンバーと同じくらいの力を与えることができる。また、プロトン・スパナと呼ばれる大きなドライバー型の万能ツールを持っていて、鍵を開けたり、タイヤを交換したり、電子回路を点検したり、など、多岐に利用できる。
22話で、ブラスター率いるバイオドレッド兵の部隊がパワーベースに侵入した際にただ一人残り、メンターのバックアップメモリーと予備のパワースーツを無人モードにしたドラゴンフライに搭載し脱出させた後、基地もろとも自爆した。
メンター
演 - ブルース・グレイ（Bruce Gray） / 日本語吹替 - 塩屋浩三
キャプテンの父、スチュアート・ゴードン・パワーの記憶と外見を持つ、パワーベースのメイン・コンピューターである。
ホロ・モニターにはスチュアートの姿が立体映像で映り、アドバイスをキャプテンたちに行う。キャプテンたちも信頼を寄せている。キャプテンは「親父」と呼ぶこともある。一方では、さまざまなデータ処理を命じるなどの機械的な命令も行っている。

### バイオ・ドレッド帝国側
帝王ドレッド (Lord Dread)
演 - デイヴィッド・ヘンブレン（David Hemblen） / 日本語吹替 - 柴田秀勝
本名はライマン・タガート。:有能な科学者であり、キャプテンの父であるスチュアートの友人。しかし、理論の敵である感情を押し殺すことで実現する完璧な世界を実現し、古い世界を完全に破壊した中から不死鳥のように甦らせ、全ての人間性を否定し、人の世を徐々に焼き払う「ニューオーダー計画」を実現しようとして、この戦争を引き起こした張本人である。
完全な世界への妄想に取り付かれた自身の過ちを正そうとした友人スチュアートと敵対し、ボルカニア城で対峙した際、突如暴風雨が襲い致命傷を受けた。スチュアートを死なせてしまったものの、自らは究極のスーパー・コンピュータ「オーバーマインド」に脳を接続し、サイボーグ化することにより一命をとりとめ、以後帝王ドレッドを名乗ることとなった。感情は敵と言いつつも、事故とはいえスチュアートを死なせてしまったことを今でも悔いている一面があり、その息子であり父親同様に親交があったジョナサンと敵対することも心から歓迎している訳ではない。
コンピューター・オーバーマインド
声 - テッド・ディロン / 日本語吹替 - 郷里大輔
人類が作り出した究極の知性として誕生したコンピューター。ドレッドと精神を接続しており、ドレッドの心に機械による完全な世界の思想を根付かせた。ドレッドがライマン・タガートだったころはコンピューター操作を効率化するために用いられていた。その後、コンピューター以上の役目を担い、ドレッドと共に帝国を支配している。ドレッドも彼の意見は聞き入れている。
ソロン (Soaron)
声 - デリック・ヘイゼル / 日本語吹替 - 塩屋浩三
ドレッドに作られた最初のバイオ・ドレッド。意志をもち、自己修復機能を備えている。人の身体を持った鳥のような姿で、背中には大きな翼を持ち、短い尻尾がある。
帝王の息子として寵愛を受けており、帝国内や植民地を巡回し、機械帝国から逃げ出した人達を左手のデジタイザーによってデジタイズして捕まえる一方、ジャンプシップが現れるや否や飛んで行き、未来戦士を捕らえるべくドレッド軍を展開する。騙されやすい一面を持ち、時々あっけなく撃退されることも。ブラスターとはあまり仲はよくない。
左手のデジタイザーは、標的とした人間をデジタルデータに変換して自身のメモリ内部に監禁（逆にデータから元の状態への還元も可能）するビーム能力を持っており実際に帝王ドレッドの命令により監禁された人間をデジタイズして物理的に消し去るなどの冷酷な機能を搭載している。捕獲した人間たちを自軍のバイオドレッド兵士の素体として提供している（ブラスターも同様）。他にフォトン光線（ソロン・レーザー）、迎撃ミサイル、爆弾などを装備していて、小さな都市を一つ破壊することも可能。
ブラスター (Blastarr)
声 - ジョン・デイヴィズ / 日本語吹替 - 堀之紀
ドレッドに作られた第二のバイオ・ドレッド。足にキャタピラが付いた戦車のような外見。
シャロン計画で地上部隊として数百体作る予定が、未来戦士のエネルギー供給妨害により一体しか作ることが出来なかった。しかし両手の指先から放たれるレーザーブラストの火力は強烈無比、右腕の折り畳み式シールドは鉄壁の守りで、無論左手にはデジタイザーも装備されている。狂暴で猪突猛進な面もあるものの、ドレッド帝王の命令には絶対服従である。他に、フォトン・バズーカ、体当たり攻撃、エネルギー吸収攻撃、電気攻撃など、さまざまな技をもっている。
ラッキー
声 - ドン・フランクス / 日本語吹替 - 田中亮一
シャロン計画で未来戦士に壊されたバイオ・ドレッド製造器の中で、作りかけの状態で誕生した突然変異のバイオ・ドレッド。
名前の由来はドレッドが思わず口走った言葉から偶然に名付けられた。戦闘から枠外視されておりドレッドからの扱いは冷淡で、ドレッドに対しては卑屈な態度をとる。オーバーマインドは歓迎しているようだが、裏があるようである。
指揮官
声 - ？ / 日本語吹替 - 小林通孝
ロボット
声 - ？ / 日本語吹替 - 小林通孝

## スタッフ
- 原案：ゲイリー・ゴダード（Gary Goddard）、トニー・クリストファー（Tony Christopher）、ダグラス・ネッター（Douglas Netter）
- プロデューサー：ジョン・コープランド（John Copeland）、イアン・マクドゥーガル（Ian MacDougal）、ダグラス・ネッター
- 監督：オッタ・ハーヌス（Otta Hanus）、ホルヘ・モンテン（Jorge Montesi）、ダグラス・ウィリアムズ（Douglas Williams）、マリオ・アゾパルディ（Mario Azzopardi）
- 製作：ゲイリー・ゴダード、トニー・クリストファー
- 制作：ランドマーク・エンターテインメント
- 脚本：ジョー・マイケル・ストラジンスキー（J. Michael Straczynski）、ローレンス・G・ディティリオ（ラリー・ディティリオ）（Larry Ditillio）、マイケル・リーヴス（Michael Reaves）、マーク・スコット・ズィクリー（Mark Scott Zicree）、クリスティー・マークス（Christy Marx）、マーヴ・ウルフマン（Marv Wolfman）、キャサリン・ローレンス（Katherine Lawrence）
- 音楽：ゲリー・ガットマン

### 日本語吹替版スタッフ
- ナレーション：内海賢二（オープニング語り）

- 主題歌
  - オープニング：「ふりむけばDanger」（作詞：竜真知子、作曲：小杉保夫、編曲：山本健司、歌：堀江美都子）
  - エンディング：「FLASH BACK」（作詞・作曲：小泉章治、編曲・歌：ZIG ZAG）
- 制作協力：円谷プロダクション
- 配給・制作：テレビ朝日ミュージック
- VHSソフト発売元：日本コロムビア

## 放送リスト
| 話数 | サブタイトル                            | サブタイトル                                | 監督                     | 脚本                                                                                       | 放送日          | 放送日         |
| 話数 | 邦題                                    | 原題                                        | 監督                     | 脚本                                                                                       | 日本            | アメリカ       |
| ---- | --------------------------------------- | ------------------------------------------- | ------------------------ | ------------------------------------------------------------------------------------------ | --------------- | -------------- |
| 1    | 驚異のパワー・オン 5人の未来戦士登場    | Shattered                                   | マリオ・アゾパルディ     | ラリー・ディティリオ                                                                       | 1987年 10月22日 | 1987年 9月20日 |
| 2    | ホーク参上 ドレッド軍団を阻止せよ!!     | Wardogs                                     | ジョージ・メンデラック   | ラリー・ディティリオ                                                                       | 10月29日        | 11月22日       |
| 3    | キャプテン危機一発 決闘ゴーストシティ   | The Abyss                                   | マリオ・アゾパルディ     | ジョー・マイケル・ストラジンスキー                                                         | 11月5日         | 9月27日        |
| 4    | ソロン撃墜!? 大逆襲 怒りのデジタイズ!!  | Final Stand                                 | ダグラス・ウィリアムズ   | ジョー・マイケル・ストラジンスキー                                                         | 11月12日        | 10月4日        |
| 5    | 壮絶! 空中戦! ソロン対ジャンプシップ    | Pariah                                      | オッタ・ハーヌス         | マーク・スコット・ズィクリー                                                               | 11月19日        | 10月11日       |
| 6    | 激突! 1対1!? キャプテンVSドレッド       | A Fire in the Dark                          | ダグラス・ウィリアムズ   | マーヴ・ウルフマン                                                                         | 11月26日        | 10月18日       |
| 7    | 強敵!! 悪のキャプテンパワー現わる       | The Mirror in Darkness                      | オッタ・ハーヌス         | ジョー・マイケル・ストラジンスキー マーク・スコット・ズィクリー                            | 12月3日         | 10月25日       |
| 8    | 恐怖! 悪の最新メカ ブラスター登場       | The Ferryman                                | オッタ・ハーヌス         | ジョー・マイケル・ストラジンスキー                                                         | 12月10日        | 11月1日        |
| 9    | 弱点なし!? 完全無敵の怪物ブラスター     | And Study War No More                       | ホルヘ・モンテン         | マイケル・リーヴス                                                                         | 12月17日        | 11月7日        |
| 10   | 大乱射! 皆殺し兵器フィンガー速射砲!     | The Intruder                                | ホルヘ・モンテン         | マーク・スコット・ズィクリー（原案&テレプレイ） ジョー・マイケル・ストラジンスキー（原案） | 1988年 1月7日   | 11月15日       |
| 11   | 未来戦士全滅!? サイバーウェーブの決闘   | Flame Street                                | オッタ・ハーヌス         | ジョー・マイケル・ストラジンスキー（原案） マイケル・リーヴス（テレプレイ）                | 12月24日        | 11月29日       |
| 12   | 脱出なるか? パイロット悪の基地へ潜入    | Gemini and Counting                         | オッタ・ハーヌス         | ジョー・マイケル・ストラジンスキー（原案） クリスティー・マークス（テレプレイ）            | 1月14日         | 1988年 1月10日 |
| 13   | 陰謀・悪魔の水! 未来戦士分裂か?         | And Madness Shall Reign                     | ホルヘ・モンテン         | ラリー・ディティリオ                                                                       | 1月21日         | 1月17日        |
| 14   | ソロンとブラスター、二大メカの連続攻撃  | Judgement                                   | ホルヘ・モンテン         | ラリー・ディティリオ                                                                       | 1月28日         | 1月31日        |
| 15   | 恐怖のドレッド軍団とソロン誕生の秘密    | A Summoning of Thunder, Part1               | ホルヘ・モンテン         | ジョー・マイケル・ストラジンスキー                                                         | 2月4日          | 2月7日         |
| 16   | 衝撃! パワースーツに秘められた願い      | A Summoning of Thunder, Part2               | ホルヘ・モンテン         | ジョー・マイケル・ストラジンスキー                                                         | 2月11日         | 2月14日        |
| 17   | ブラスター錯乱か? 標的はドレッド軍団    | The Eden Road                               | ケン・ジロッティ         | ジョー・マイケル・ストラジンスキー                                                         | 2月18日         | 2月21日        |
| 18   | 妖しき地獄のワナ! 真夜中の大決戦!!      | Freedom One                                 | アイケン・シェルバーガー | ジョー・マイケル・ストラジンスキー（原案） クリスティー・マークス（テレプレイ）            | 2月25日         | 2月28日        |
| 19   | 秒読み開始!! ボルカニア城へ決死の潜入   | New Order Part1: The Sky Shall Swallow Them | オッタ・ハーヌス         | ラリー・ディティリオ                                                                       | 1989年 3月3日   | 3月6日         |
| 20   | 断末魔!! ソロン大破!! ブラスター炎上!!  | New Order Part2: The Land Shall Burn        | オッタ・ハーヌス         | ラリー・ディティリオ                                                                       | 3月10日         | 3月13日        |
| 21   | 決戦前夜?! パワーベースにつかの間の平和 | Retribution, Part1                          | ホルヘ・モンテン         | ジョー・マイケル・ストラジンスキー                                                         | 3月17日         | 3月20日        |
| 22   | パイロット自爆 嗚呼! パワーベースの最期 | Retribution, Part2                          | ホルヘ・モンテン         | ジョー・マイケル・ストラジンスキー                                                         | 3月24日         | 3月27日        |

## 放送局
| 放送対象地域   | 放送局       | 放送期間                              | 放送日時                              | 系列           | 備考               |
| -------------- | ------------ | ------------------------------------- | ------------------------------------- | -------------- | ------------------ |
| 関東広域圏     | テレビ朝日   | 1987年10月22日 - 1988年2月25日 1989年 | 木曜 18:50 - 19:20 金曜 17:25 - 17:55 | テレビ朝日系列 | 製作局             |
| 中京広域圏     | 名古屋テレビ |                                       | 木曜 18:00 - 18:30                    | テレビ朝日系列 |                    |
| 京都府         | KBS京都      |                                       |                                       | 独立局         |                    |
| 兵庫県         | サンテレビ   |                                       |                                       | 独立局         |                    |
| 和歌山県       | テレビ和歌山 |                                       |                                       | 独立局         |                    |
| 香川県・岡山県 | 瀬戸内海放送 | 1988年1月頃                           | 木曜 18:50 - 19:20                    | テレビ朝日系列 |                    |
| 熊本県         | 熊本朝日放送 | 1989年10月9日 - 1990年2月19日         | 月曜 17:00 - 17:30                    | テレビ朝日系列 | 本放送終了後に放送 |

関西地区では、朝日放送の編成上の都合により独立局のサンテレビ・KBS京都・テレビ和歌山で放送された。